# 1887年8月19日の日食
1887年8月19日の日食（1887ねん8がつ19にちのにっしょく）は、アジア中部・北部とヨーロッパ（西端を除く）、北アフリカで観測された。場所によっては皆既日食を観測できた。特記のない限り、時刻はUTCによる。また、中心食についての情報はによる。

## 中心食
中心食帯はドイツ帝国西部、ライプツィヒ付近に始まり、ロシア帝国南部を横断してシベリア中央部、ザバイカル地方の北緯50度36分 東経111度54分 / 北緯50.6度 東経111.9度で食の最大を迎えた。

### 中心食帯に入った国・主要都市
- ドイツ帝国
  - ライプツィヒ
  - ベルリン
  - ブィドゴシュチュ
- ロシア帝国
  - ヴィリニュス
  - ヤロスラヴリ
  - ペルミ
  - クラスノヤルスク
  - イルクーツク
- 清
  - 長春市
  - 吉林市
- 朝鮮国
  - 羅津
- 明治政府（日本）
  - 新潟
  - 福島
  - 前橋
  - 宇都宮
  - 水戸

## 観測
ロシアの化学者ドミトリ・メンデレーエフはモスクワ郊外で気球を用いて上空から日食を観測した。当時は明け方から曇りで、日食が始まる時間帯には雨が降り出したため、メンデレーエフは一人での観測を余儀なくされた。メンデレーエフは上空からコロナを観測することができた。この観測によりメンデレーエフは航空気象学会のメダルを受賞した。
日本では日食の数週間前から新聞で日食が報道され、政府が日食の観測を奨励したほか、各地の観測情報を発表するよう求めた。当日は福島県白河でデイヴィッド・ペック・トッドが観測を試みた他、栃木県黒磯では寺尾寿が、同県宇都宮、千葉県銚子、新潟県三条では内務省地理局が観測を行った。しかし、天候に恵まれなかったために実際に日食を観測できたのは三条と銚子だけであり、写真撮影に成功したのは三条だけであった。三条の観測地には翌年に記念碑が建てられ、この記念碑は2019年度に「明治20年皆既日食観測地及び観測日食碑」として日本天文学会の日本天文遺産に認定された。